# TV 400
TV 400 er en svensk tv-kanal som blev lanceret den 14. januar 2005 og erstattede Med i tv. Kanalen ejes af TV 4 AB og er beregnet for det yngre publikum. Kanalen viser f.eks. serier såsom Alias, 24 Timer, Futurama, Jake 2.0, Wonderfalls og Firefly samt spillefilm og egenproducerede programmer. 
| Fjernsyn | Spire Denne artikel om en tv-kanal er en spire som bør udbygges. Du er velkommen til at hjælpe Wikipedia ved at udvide den. |